# Włodzimierz Korohoda
Włodzimierz Korohoda (ur. 1 stycznia 1937 w Krakowie) – polski biolog komórki, wykładowca i badacz, profesor związany z Uniwersytetem Jagiellońskim.

## Życiorys
Od 1947 uprawiał wyczynowo pływanie w Klubie Sportowym Cracovia. Od 1951 był reprezentantem Krakowa, równocześnie mistrzem i rekordzistą Polski młodzików i juniorów na wszystkich dystansach stylem klasycznym. Był członkiem kadry narodowej.
Ukończył I Liceum Ogólnokształcące w Krakowie, następnie studiował biologię na Uniwersytecie Jagiellońskim, gdzie w 1959 uzyskał tytuł magistra. Przewodniczył AZS UJ w latach 1957-58. Po studiach pracował w PAN i WSP, aby od 1963 związać się na stałe z UJ. Doktorat (1963) i habilitację (1971) otrzymał za prace w dziedzinie biologii komórki. Od 1979 profesor, od 1991 profesor zwyczajny, członek Polskiej Akademii Umiejętności (od 1994 członek zwyczajny). 
Twórca i  kierownik od 1979 Zakładu Biologii Komórki w Instytucie Biologii Molekularnej Uniwersytetu Jagiellońskiego (1981-84 dyrektor). Od 1972 członek komitetu Cytobiologii (w latach 1990-96 przewodniczący, od 2007 honorowy członek i przewodniczący). Od 1978 członek komitetu Patologii Komórkowej i Molekularnej przy PAN. 
Prezes Polskiego Towarzystwa Biologii Komórki (1999-2002) od 2002 vice-prezes, od 2011 członek zarządu, członek honorowy.
Prowadził badania z zakresu roli kompleksu powierzchniowego komórki i cytoszkieletu cytoplazmy w regulacji ruchów, wzrostu i różnicowania komórek; zorganizowany i kierowany przez W. Korohodę zespół jako pierwszy w Polsce opanował metodę hodowli skóry ludzkiej na potrzeby medycyny.

## Wybrane publikacje
- Korohoda W, Madeja Z, Sroka J. Diverse chemotactic responses of Dictyostelium discoideum amoebae in the developing (temporal) and stationary (spatial) concentration gradients of folic acid, cAMP, Ca(2+) and Mg(2+). Cell Motil Cytoskeleton. 2002 Sep;53(1):1-25
- Djamgoz MBA, Mycielska M, Madeja Z, Fraser SP, Korohoda W. Directional movement of rat prostate cancer cells in direct-current electric field: involvement of voltagegated Na+ channel activity. J Cell Sci. 2001 Jul;114(Pt 14):2697-705
- Korohoda W, Mycielska M, Janda E, Madeja Z. Immediate and long-term galvanotactic responses of Amoeba proteus to dc electric fields. Cell Motil Cytoskeleton. 2000 Jan;45(1):10-26
- Korohoda W, Madeja Z. Contact of sarcoma cells with aligned fibroblasts accelerates their displacement: computer-assisted analysis of tumour cell locomotion in co-culture. Biochem Cell Biol. 1997;75(3):263-76
- Korohoda W, Golda J, Sroka J, Wojnarowicz A, Jochym P, Madeja Z. Chemotaxis of Amoeba proteus in the developing pH gradient within a pocket like chamber studied with the computer assisted method.Cell Motil Cytoskeleton. 1997;38(1):38-53

## Życie prywatne
Włodzimierz jest synem Jerzego Korohody, agrotechnika i hodowcy roślin. Ożenił się w 1959 z Marią Jolantą Anderką, z którą ma dwójkę dzieci. Jego syn Jacek Korohoda jest gitarzystą jazzowym.